# Bükkös-patak
Bükkös-patak är ett vattendrag i Ungern.   Det ligger i provinsen Pest, i den nordvästra delen av landet, 19 km norr om huvudstaden Budapest.